# Nadja Becker
Nadja Becker est une actrice de cinéma allemande d'origine libanaise 
née le 25 octobre 1978 à Siegen dans le land de Rhénanie-du-Nord-Westphalie en Allemagne.

## Filmographie
Télévision
- 2008 : Aller-retour pour l'amour (Liebesticket nach Hause)
- 2010 : La Catin (Die Wanderhure)
- 2012 : La Châtelaine (Die Rache der Wanderhure)
- 2012 :  Le Testament de la catin (Das Vermächtnis der Wanderhure)
- 2013 : Une maman, des papas (Drei in einem Bett)
- 2013 : Robin des Bois et moi (Robin Hood & Ich)
- 2013 : 9 mois et un coussin